# بيرجيت بيرغن
بيرجيت بيرغن (بالألمانية: Birgit Bergen)‏ (و. 1938  م) هي ممثلة ألمانية، ولدت في كيل.

## وصلات خارجية
- بيرجيت بيرغن على موقع IMDb (الإنجليزية)
- بيرجيت بيرغن على موقع ألو سيني (الفرنسية)
- بيرجيت بيرغن على موقع أول موفي (الإنجليزية)
- بيرجيت بيرغن على موقع قاعدة بيانات الأفلام السويدية (السويدية)
- بيرجيت بيرغن على موقع ديسكوغز (الإنجليزية)
- بيرجيت بيرغن على موقع قاعدة بيانات الفيلم (الإنجليزية)
- بيرجيت بيرغن على موقع كينوبويسك (الروسية)